# Matheus Cuello
Anderson Matheus Cuello Rodríguez (Rivera, 10 dicembre 1995) è un ex calciatore uruguaiano, di ruolo centrocampista.

## Caratteristiche tecniche
È un centrocampista centrale.

## Carriera
Cresciuto nel settore giovanile del Canadian, ha esordito in prima squadra il 7 marzo 2015 in occasione del match di campionato perso 3-0 contro il Villa Teresa.